# Frimærke
Et frimærke er et lille papirmærke der bruges som betalingsmiddel, og bruges som forudbetaling for ydelser udført af postvæsenet. Frimærker udstedes og sælges af et postvæsen, og bruges primært til frankering af postforsendelser som breve, men kunne tidligere også anvendes til frankering af postpakkers adressekort.
Frimærket påklæbes brevforsendelsen, så det tydeligt fremgår, at der er betalt for forsendelsen. Ved indlevering af en forsendelse stemples frimærket med dato og indleveringsted. Dermed annulleres frimærket, så det ikke kan genbruges. Værdien af det frimærke, der skal benyttes til en given forsendelse, bestemmes ud fra forsendelsens vægt og størrelse. Et frimærke er kun gyldigt i det land, hvor det er udstedt af det pågældende postvæsen. Alle danske frimærker udstedt efter den 1. juli 1933 er gyldige til frankering. Det første Julemærke i verden var dansk og blev udsendt den 6. december 1904.

## Frimærkets historie
Frimærker som betaling for postbesørgelse af brevpost indførtes i England i 1840, på Rowland Hills initiativ, hvorfra konceptet gradvist spredtes. Danmark indførte det første frimærke den 1. april 1851 (4 Rigs Bank Skilling), Norge i 1855, Sverige i 1855 og Finland i 1856.
I 1874 dannedes Verdenspostforeningen, som blandt andet satte standarder for, hvor meget en international forsendelse måtte koste. I 1882 blev der indført en farvekode, som skulle lette behandlingen af internationale forsendelser. Post og Telegrafvæsenet i Danmark indførte også denne farvekode. Grønne frimærker til 5 øre blev brugt til tryksager, røde 10 øres-frimærker blev brugt til postkort, og blå 20 øres-mærker blev brugt til breve i den 1. vægtklasse. Farveordningen ophørte i 1953.
De første mange år efter 1840 var alle frimærker det, vi i dag kalder for dagligmærker (eller på engelsk: definitives). Først efter flere års anvendelse spredtes ideen om at anvende frimærker til at markere nationale begivenheder eller propagandere for nationale mærkesager, særlige begivenheder m.m. Disse frimærker kaldes i dag for særmærker (eller på engelsk: commemoratives). USAs Christoffer Columbus-serie fra 1893 er de første frimærker af denne art. I mange lande findes frimærker også påtrykt brevkort, kuverter, tryksagsomslag m.m. Ud over de ovennævnte frimærkeformer anvender mange firmaer, foreninger og lignende frankeringsmaskiner, hvis stempling har samme værdi som frimærker.

## Udformning af frimærket
Det traditionelle frimærke er fremstillet af papir, firkantet og med lim på bagsiden, så det kan påklæbes forsendelser. Frimærker trykkes på ark med 25-50 frimærker, alt efter størrelse på ark og frimærke. Dog er langt de fleste dagligmærker trykt i langt større ark med 100-264 frimærker.For at kunne adskille de enkelte frimærker er arket perforeret, hvilket giver det enkelte frimærke de karakteristiske takker. De første frimærker var dog uden takker, da de blev klippet ud af arket med en saks. Hvert ark er desuden forsynet med en margin, med farvekoder frimærker, arknummer og lignende tekniske oplysninger.
I dag findes der mange eksempler på frimærker, der, mere eller mindre bevist, bryder med rammerne for det traditionelle frimærke. Der er således både udgivet runde frimærker, og frimærker med duft på. I 1969 udsendte Bhutan de første frimærker af stål. Nogle frimærker bliver kun udgivet som miniark, mens det svenske postvæsen i mange år har udgivet frimærker i ruller, således at de kun har takker på to sider.
Uanset hvilken udformning et frimærke har, er frimærker udstyret med:
- Landebetegnelse – Angiver i hvilket land frimærket er udgivet, og dermed hvor det er gyldigt til brug. Engelske frimærker har som de eneste ikke landebetegnelse på. Det skyldes at det var England, som udgav det første frimærke. Man har derfor accepteret, at de ikke har landeangivelse på deres frimærker, men til gengæld har påtrykt en silhuet af den siddende regent.
- Værdi – Angiver den værdi som frimærket repræsenterer, også kaldet for pålydende. På nogle frimærker er pålydende angivet med et enkelt bogstav eller med et enkelt ord, et fænomen som ikke har et officielt dansk udtryk, da dette ikke findes på danske frimærker, men som på engelsk kaldes for No Value Indication (forkortet NVI). Disse frimærker beholder sit pålydende selvom postvæsenets salgspris for et sådan frimærke stiger gennem en årrække.
- Motiv – Som motiv kan anvendes en regeringsleder, regenter, nationale symboler eller lignende. Det kan også være et motiv, der viser i hvilke anledning frimærket er udgivet, eller blot et dekorativt motiv. De tidligste frimærker viser typisk et billede af den stedlige regent eller et velkendt nationalt symbol. Visse lande valgte symbolet frem for monarken, bl.a. ud fra overvejelser om respekten for landets ledelse risikerede at lide ved brugen af stempelsværte ved annullering af mærket.
- Lim på bagsiden – Frimærker kan på den måde påklæbes forsendelser. Tidligere klistrede frimærker ved, at man fugtede bagsiden af frimærket. Danmark indførte selvklæbende frimærker i 2009, men der eksisterede dog tidligere blandt andet selvklæbende frankeringsmærker.[3] I flere lande er man begyndt, at indføre selvklæbende frimærker som i Danmark, der ikke skal fugtes før brug.[kilde mangler]

### Vandmærke i Danmark
På en del af de første danske frimærker fra 1851-54, kan vandmærket ses tydeligt, årsagen til dette fænomen er, at der under fremstillingen er blevet brugt håndgjort papir som er yderst letpresset. Da papiret ikke var særligt hårdtpresset, opstod der dybe vandmærker på den ene side af papiret, resultatet var at der var en ubetydelig forskel på forside papir og bagside papir, i forbindelse med trykningen er der blevet spejlvendt et ukendt antal ark og resultatet er at der så ikke kom farve i selve vandmærkefordybningen.[kilde mangler]

## Typer af frimærker
Igennem tiderne har der været flere forskellige typer af frimærker, ud over almindelige frimærker til offentlig brug.
- Soldaterfrimærker- frimærker brugt af militæret
- Tjenestemærker- frimærker brugt af offentlige institutioner
- Postfærgemærker- frimærker brugt til betaling for befordring af post på visse færgeruter
- Gebyrmærker- frimærker brugt til betaling af gebyrer for visse postale ydelser
- Portomærker- frimærker brugt til betaling af strafporto
- Luftpostfrimærker- frimærker brugt til frankering af luftpost.

## Filateli
Frimærker blev tidligt et populært objekt for samlere. Interessen og studiet af frimærker og andre postrelaterede objekter benævnes filateli. Den store interesse for frimærker spiller en rolle ved udgivelse af frimærker. Det er således muligt at abonnere på nyudgivne frimærker, og de fleste postvæsener målrettere i større eller mindre grad deres udgivelse af frimærker mod filatelister. Dette har medført at nogle nationer f.eks. "De Forenede Arabiske Emirater" fører en meget lempelig udgivelsespolitik, hvor man udgiver og masseproducerer et stort antal af frimærker uden hensyn til det reelle frankeringsbehov, men udelukkende for at tjene penge.